# Copa J. League 2010
La Copa J. League 2010, también conocida como Copa Yamazaki Nabisco 2010 por motivos de patrocinio, fue la 35.ª edición de la Copa de la Liga de Japón y la 18.ª edición bajo el actual formato.
El campeón fue Júbilo Iwata, tras vencer en la final a Sanfrecce Hiroshima. Por lo mismo, disputó la Copa Suruga Bank 2011 ante Independiente de Argentina, campeón de la Copa Sudamericana 2010.

## Formato de competición
Se ha seguido la reglamentación del año anterior.
- Formaron parte del torneo los 18 equipos que participaron de la J. League Division 1 2010.
  - Kashima Antlers, Kawasaki Frontale, Gamba Osaka y Sanfrecce Hiroshima, clasificados para la Liga de Campeones de la AFC 2010, estuvieron exentos de participar en la fase de grupos e ingresaron directamente a cuartos de final.
- Fase de grupos: se fijó el 31 de marzo para el inicio de la participación de los restantes 14 equipos, que fueron divididos en dos grupos de siete clubes cada uno. De esta manera, cada cuadro debió disputar seis juegos y quedar libre en alguna de las siete jornadas.
  - Grupo A: Vegalta Sendai, Omiya Ardija, F.C. Tokyo, Albirex Niigata, Nagoya Grampus, Kyoto Sanga y Cerezo Osaka.
  - Grupo B: Montedio Yamagata, Urawa Red Diamonds, Yokohama F. Marinos, Shonan Bellmare, Shimizu S-Pulse, Júbilo Iwata y Vissel Kobe.
  - Para determinar el orden de clasificación de los equipos se utilizó el siguiente criterio:

1. Puntos obtenidos.
2. Diferencia de goles.
3. Goles a favor.
4. Resultado entre los equipos en cuestión.
5. Cantidad de faltas cometidas.
6. Sorteo.
Los dos mejores de cada grupo a la fase final.
- Fase final: se llevó a cabo entre los cuatro clubes provenientes de la primera fase junto con Kashima Antlers, Kawasaki Frontale, Gamba Osaka y Sanfrecce Hiroshima.
  - En cuartos de final y semifinales se enfrentaron en serie de dos partidos, a ida y vuelta. En caso de igualdad en el total de goles, se aplicaría la regla del gol de visitante y si aún persistía el empate se realizaría una prórroga, en donde ya no tendrían valor los goles fuera de casa. De continuar la igualdad en el marcador global, se realizaría una tanda de penales.
  - La final se jugó a un solo partido. En caso de empate en los 90 minutos se haría una prórroga; si aún persistía la igualdad se ejecutaría una tanda de penales.

## Calendario
| Etapa          | Ronda            | Ida                      | Vuelta                  | Observaciones                                                                             |
| -------------- | ---------------- | ------------------------ | ----------------------- | ----------------------------------------------------------------------------------------- |
| Fase de grupos | Fecha 1          | 31 de marzo de 2010      | 31 de marzo de 2010     | Libres: Cerezo Osaka (Grupo A) y Vissel Kobe (Grupo B)                                    |
| Fase de grupos | Fecha 2          | 14 de abril de 2010      | 14 de abril de 2010     | Libres: Nagoya Grampus (Grupo A) y Shonan Bellmare (Grupo B)                              |
| Fase de grupos | Fecha 3          | 22 de mayo de 2010       | 22 de mayo de 2010      | Libres: Vegalta Sendai (Grupo A) y Júbilo Iwata (Grupo B)                                 |
| Fase de grupos | Fecha 4          | 26 de mayo de 2010       | 26 de mayo de 2010      | Libres: Omiya Ardija (Grupo A) y Yokohama F. Marinos (Grupo B)                            |
| Fase de grupos | Fecha 5          | 29 y 30 de mayo de 2010  | 29 y 30 de mayo de 2010 | Libres: F.C. Tokyo (Grupo A) y Montedio Yamagata (Grupo B)                                |
| Fase de grupos | Fecha 6          | 5 y 6 de junio de 2010   | 5 y 6 de junio de 2010  | Libres: Albirex Niigata (Grupo A) y Urawa Red Diamonds (Grupo B)                          |
| Fase de grupos | Fecha 7          | 9 de junio de 2010       | 9 de junio de 2010      | Libres: Kyoto Sanga (Grupo A) y Shimizu S-Pulse (Grupo B)                                 |
| Fase final     | Cuartos de final | 1 de septiembre de 2010  | 8 de septiembre de 2010 | Inicio de participación de los equipos clasificados a la Liga de Campeones de la AFC 2010 |
| Fase final     | Semifinales      | 29 de septiembre de 2010 | 10 de octubre de 2010   | Participación de los ganadores de los cuartos de final                                    |
| Fase final     | Final            | 3 de noviembre de 2010   | 3 de noviembre de 2010  | Participación de los ganadores de las semifinales                                         |

## Fase de grupos

### Grupo A
| Equipo          | Pts | PJ | PG | PE | PP | GF | GC | DG |
| --------------- | --- | -- | -- | -- | -- | -- | -- | -- |
| F.C. Tokyo      | 13  | 6  | 4  | 1  | 1  | 7  | 4  | +3 |
| Vegalta Sendai  | 12  | 6  | 3  | 3  | 0  | 7  | 1  | +6 |
| Kyoto Sanga     | 11  | 6  | 3  | 2  | 1  | 9  | 5  | +4 |
| Albirex Niigata | 10  | 6  | 3  | 1  | 2  | 5  | 5  | 0  |
| Omiya Ardija    | 7   | 6  | 2  | 1  | 3  | 6  | 9  | -3 |
| Nagoya Grampus  | 3   | 6  | 0  | 3  | 3  | 4  | 9  | -5 |
| Cerezo Osaka    | 1   | 6  | 0  | 1  | 5  | 4  | 9  | -5 |

| \| Fecha \| Lugar \| Local \| Resultado \| Visitante \| \| ----------- \| ------- \| --------------- \| --------- \| --------------- \| \| 31 de marzo \| Tokio \| F.C. Tokyo \| 2:2 \| Nagoya Grampus \| \| 31 de marzo \| Niigata \| Albirex Niigata \| 0:0 \| Vegalta Sendai \| \| 31 de marzo \| Kioto \| Kyoto Sanga \| 1:1 \| Omiya Ardija \| \| 14 de abril \| Osaka \| Cerezo Osaka \| 0:1 \| Albirex Niigata \| \| 14 de abril \| Sendai \| Vegalta Sendai \| 1:1 \| Kyoto Sanga \| \| 14 de abril \| Saitama \| Omiya Ardija \| 0:1 \| F.C. Tokyo \| \| 22 de mayo \| Tokio \| F.C. Tokyo \| 1:0 \| Albirex Niigata \| \| 22 de mayo \| Kioto \| Kyoto Sanga \| 2:1 \| Cerezo Osaka \| \| 22 de mayo \| Nagoya \| Nagoya Grampus \| 1:3 \| Omiya Ardija \| \| 26 de mayo \| Sendai \| Vegalta Sendai \| 1:0 \| F.C. Tokyo \| \| 26 de mayo \| Niigata \| Albirex Niigata \| 1:4 \| Kyoto Sanga \| \| 26 de mayo \| Nagoya \| Nagoya Grampus \| 1:1 \| Cerezo Osaka \| \| 29 de mayo \| Osaka \| Cerezo Osaka \| 0:1 \| Vegalta Sendai \| \| 29 de mayo \| Niigata \| Albirex Niigata \| 1:0 \| Omiya Ardija \| \| 30 de mayo \| Kioto \| Kyoto Sanga \| 1:0 \| Nagoya Grampus \| \| 5 de junio \| Sendai \| Vegalta Sendai \| 0:0 \| Nagoya Grampus \| \| 5 de junio \| Saitama \| Omiya Ardija \| 2:1 \| Cerezo Osaka \| \| 6 de junio \| Chōfu \| F.C. Tokyo \| 1:0 \| Kyoto Sanga \| \| 9 de junio \| Saitama \| Omiya Ardija \| 0:4 \| Vegalta Sendai \| \| 9 de junio \| Nagoya \| Nagoya Grampus \| 0:2 \| Albirex Niigata \| \| 9 de junio \| Osaka \| Cerezo Osaka \| 1:2 \| F.C. Tokyo \| |         |                 |           |                 |
| Fecha | Lugar   | Local           | Resultado | Visitante       |
| 31 de marzo | Tokio   | F.C. Tokyo      | 2:2       | Nagoya Grampus  |
| 31 de marzo | Niigata | Albirex Niigata | 0:0       | Vegalta Sendai  |
| 31 de marzo | Kioto   | Kyoto Sanga     | 1:1       | Omiya Ardija    |
| 14 de abril | Osaka   | Cerezo Osaka    | 0:1       | Albirex Niigata |
| 14 de abril | Sendai  | Vegalta Sendai  | 1:1       | Kyoto Sanga     |
| 14 de abril | Saitama | Omiya Ardija    | 0:1       | F.C. Tokyo      |
| 22 de mayo | Tokio   | F.C. Tokyo      | 1:0       | Albirex Niigata |
| 22 de mayo | Kioto   | Kyoto Sanga     | 2:1       | Cerezo Osaka    |
| 22 de mayo | Nagoya  | Nagoya Grampus  | 1:3       | Omiya Ardija    |
| 26 de mayo | Sendai  | Vegalta Sendai  | 1:0       | F.C. Tokyo      |
| 26 de mayo | Niigata | Albirex Niigata | 1:4       | Kyoto Sanga     |
| 26 de mayo | Nagoya  | Nagoya Grampus  | 1:1       | Cerezo Osaka    |
| 29 de mayo | Osaka   | Cerezo Osaka    | 0:1       | Vegalta Sendai  |
| 29 de mayo | Niigata | Albirex Niigata | 1:0       | Omiya Ardija    |
| 30 de mayo | Kioto   | Kyoto Sanga     | 1:0       | Nagoya Grampus  |
| 5 de junio | Sendai  | Vegalta Sendai  | 0:0       | Nagoya Grampus  |
| 5 de junio | Saitama | Omiya Ardija    | 2:1       | Cerezo Osaka    |
| 6 de junio | Chōfu   | F.C. Tokyo      | 1:0       | Kyoto Sanga     |
| 9 de junio | Saitama | Omiya Ardija    | 0:4       | Vegalta Sendai  |
| 9 de junio | Nagoya  | Nagoya Grampus  | 0:2       | Albirex Niigata |
| 9 de junio | Osaka   | Cerezo Osaka    | 1:2       | F.C. Tokyo      |

### Grupo B
| Equipo              | Pts | PJ | PG | PE | PP | GF | GC | DG  |
| ------------------- | --- | -- | -- | -- | -- | -- | -- | --- |
| Júbilo Iwata        | 13  | 6  | 4  | 1  | 1  | 12 | 5  | +7  |
| Shimizu S-Pulse     | 11  | 6  | 3  | 2  | 1  | 6  | 3  | +3  |
| Montedio Yamagata   | 10  | 6  | 3  | 1  | 2  | 6  | 6  | 0   |
| Yokohama F. Marinos | 9   | 6  | 2  | 3  | 1  | 6  | 3  | +3  |
| Urawa Red Diamonds  | 8   | 6  | 2  | 2  | 2  | 6  | 6  | 0   |
| Vissel Kobe         | 7   | 6  | 2  | 1  | 3  | 8  | 10 | -2  |
| Shonan Bellmare     | 0   | 6  | 0  | 0  | 6  | 4  | 15 | -11 |

| \| Fecha \| Lugar \| Local \| Resultado \| Visitante \| \| ----------- \| --------- \| ------------------- \| --------- \| ------------------- \| \| 31 de marzo \| Shizuoka \| Shimizu S-Pulse \| 2:0 \| Shonan Bellmare \| \| 31 de marzo \| Saitama \| Urawa Red Diamonds \| 1:1 \| Júbilo Iwata \| \| 31 de marzo \| Yokohama \| Yokohama F. Marinos \| 1:0 \| Montedio Yamagata \| \| 14 de abril \| Iwata \| Júbilo Iwata \| 2:1 \| Yokohama F. Marinos \| \| 14 de abril \| Kōbe \| Vissel Kobe \| 1:3 \| Urawa Red Diamonds \| \| 14 de abril \| Tendō \| Montedio Yamagata \| 0:0 \| Shimizu S-Pulse \| \| 22 de mayo \| Hiratsuka \| Shonan Bellmare \| 1:2 \| Urawa Red Diamonds \| \| 22 de mayo \| Shizuoka \| Shimizu S-Pulse \| 0:0 \| Yokohama F. Marinos \| \| 22 de mayo \| Tendō \| Montedio Yamagata \| 1:0 \| Vissel Kobe \| \| 26 de mayo \| Hiratsuka \| Shonan Bellmare \| 1:2 \| Júbilo Iwata \| \| 26 de mayo \| Kōbe \| Vissel Kobe \| 3:1 \| Shimizu S-Pulse \| \| 26 de mayo \| Saitama \| Urawa Red Diamonds \| 0:2 \| Montedio Yamagata \| \| 29 de mayo \| Iwata \| Júbilo Iwata \| 2:0 \| Vissel Kobe \| \| 29 de mayo \| Yokohama \| Yokohama F. Marinos \| 3:0 \| Shonan Bellmare \| \| 30 de mayo \| Saitama \| Urawa Red Diamonds \| 0:1 \| Shimizu S-Pulse \| \| 5 de junio \| Kōbe \| Vissel Kobe \| 1:1 \| Yokohama F. Marinos \| \| 5 de junio \| Tendō \| Montedio Yamagata \| 3:0 \| Shonan Bellmare \| \| 6 de junio \| Shizuoka \| Shimizu S-Pulse \| 2:0 \| Júbilo Iwata \| \| 9 de junio \| Yokohama \| Yokohama F. Marinos \| 0:0 \| Urawa Red Diamonds \| \| 9 de junio \| Hiratsuka \| Shonan Bellmare \| 2:3 \| Vissel Kobe \| \| 9 de junio \| Iwata \| Júbilo Iwata \| 5:0 \| Montedio Yamagata \| |           |                     |           |                     |
| Fecha | Lugar     | Local               | Resultado | Visitante           |
| 31 de marzo | Shizuoka  | Shimizu S-Pulse     | 2:0       | Shonan Bellmare     |
| 31 de marzo | Saitama   | Urawa Red Diamonds  | 1:1       | Júbilo Iwata        |
| 31 de marzo | Yokohama  | Yokohama F. Marinos | 1:0       | Montedio Yamagata   |
| 14 de abril | Iwata     | Júbilo Iwata        | 2:1       | Yokohama F. Marinos |
| 14 de abril | Kōbe      | Vissel Kobe         | 1:3       | Urawa Red Diamonds  |
| 14 de abril | Tendō     | Montedio Yamagata   | 0:0       | Shimizu S-Pulse     |
| 22 de mayo | Hiratsuka | Shonan Bellmare     | 1:2       | Urawa Red Diamonds  |
| 22 de mayo | Shizuoka  | Shimizu S-Pulse     | 0:0       | Yokohama F. Marinos |
| 22 de mayo | Tendō     | Montedio Yamagata   | 1:0       | Vissel Kobe         |
| 26 de mayo | Hiratsuka | Shonan Bellmare     | 1:2       | Júbilo Iwata        |
| 26 de mayo | Kōbe      | Vissel Kobe         | 3:1       | Shimizu S-Pulse     |
| 26 de mayo | Saitama   | Urawa Red Diamonds  | 0:2       | Montedio Yamagata   |
| 29 de mayo | Iwata     | Júbilo Iwata        | 2:0       | Vissel Kobe         |
| 29 de mayo | Yokohama  | Yokohama F. Marinos | 3:0       | Shonan Bellmare     |
| 30 de mayo | Saitama   | Urawa Red Diamonds  | 0:1       | Shimizu S-Pulse     |
| 5 de junio | Kōbe      | Vissel Kobe         | 1:1       | Yokohama F. Marinos |
| 5 de junio | Tendō     | Montedio Yamagata   | 3:0       | Shonan Bellmare     |
| 6 de junio | Shizuoka  | Shimizu S-Pulse     | 2:0       | Júbilo Iwata        |
| 9 de junio | Yokohama  | Yokohama F. Marinos | 0:0       | Urawa Red Diamonds  |
| 9 de junio | Hiratsuka | Shonan Bellmare     | 2:3       | Vissel Kobe         |
| 9 de junio | Iwata     | Júbilo Iwata        | 5:0       | Montedio Yamagata   |

## Fase final

### Cuadro de desarrollo
|  | Cuartos de final        | Cuartos de final    | Cuartos de final    |   |                   | Semifinales                      | Semifinales                      | Semifinales                      |  |                     | Final          | Final          |  |
|  | 1 y 8 de septiembre     | 1 y 8 de septiembre | 1 y 8 de septiembre |   |                   | 29 de septiembre y 10 de octubre | 29 de septiembre y 10 de octubre | 29 de septiembre y 10 de octubre |  |                     | 3 de noviembre | 3 de noviembre |  |
|  |                         |                     |                     |   |                   |                                  |                                  |                                  |  |                     |                |                |  |
|  |                         |                     |                     |   |                   |                                  |                                  |                                  |  |                     |                |                |  |
|  | Kawasaki Frontale       | 1                   | 3                   |   |                   |                                  |                                  |                                  |  |                     |                |                |  |
|  | Kawasaki Frontale       | 1                   | 3                   |   |                   |                                  |                                  |                                  |  |                     |                |                |  |
|  | Kashima Antlers         | 2                   | 1                   |   |                   |                                  |                                  |                                  |  |                     |                |                |  |
|  | Kashima Antlers         | 2                   | 1                   |   | Kawasaki Frontale | 1                                | 1                                |                                  |  |                     |                |                |  |
|  |                         |                     |                     |   | Kawasaki Frontale | 1                                | 1                                |                                  |  |                     |                |                |  |
|  |                         |                     | Júbilo Iwata        | 0 | 3                 |                                  |                                  |                                  |  |                     |                |                |  |
|  | Vegalta Sendai          | 1                   | Júbilo Iwata        | 0 | 3                 | 0                                |                                  |                                  |  |                     |                |                |  |
|  | Vegalta Sendai          | 1                   |                     |   |                   |                                  |                                  |                                  |  |                     |                |                |  |
|  | Júbilo Iwata            | 2                   | 0                   |   |                   |                                  |                                  |                                  |  |                     |                |                |  |
|  | Júbilo Iwata            | 2                   | 0                   |   |                   |                                  |                                  |                                  |  | Júbilo Iwata (t.s.) | 5              |                |  |
|  |                         |                     |                     |   |                   |                                  |                                  |                                  |  | Júbilo Iwata (t.s.) | 5              |                |  |
|  |                         |                     | Sanfrecce Hiroshima | 3 |                   |                                  |                                  |                                  |  |                     |                |                |  |
|  | Shimizu S-Pulse (v)     | 1                   | Sanfrecce Hiroshima | 3 | 0                 |                                  |                                  |                                  |  |                     |                |                |  |
|  | Shimizu S-Pulse (v)     | 1                   |                     |   |                   |                                  |                                  |                                  |  |                     |                |                |  |
|  | F.C. Tokyo              | 1                   | 0                   |   |                   |                                  |                                  |                                  |  |                     |                |                |  |
|  | F.C. Tokyo              | 1                   | 0                   |   | Shimizu S-Pulse   | 1                                | 1                                |                                  |  |                     |                |                |  |
|  |                         |                     |                     |   | Shimizu S-Pulse   | 1                                | 1                                |                                  |  |                     |                |                |  |
|  |                         |                     | Sanfrecce Hiroshima | 2 | 1                 |                                  |                                  |                                  |  |                     |                |                |  |
|  | Gamba Osaka             | 1                   | Sanfrecce Hiroshima | 2 | 1                 | 1                                |                                  |                                  |  |                     |                |                |  |
|  | Gamba Osaka             | 1                   |                     |   |                   |                                  |                                  |                                  |  |                     |                |                |  |
|  | Sanfrecce Hiroshima (v) | 0                   | 2                   |   |                   |                                  |                                  |                                  |  |                     |                |                |  |
|  | Sanfrecce Hiroshima (v) | 0                   | 2                   |   |                   |                                  |                                  |                                  |  |                     |                |                |  |
|  |                         |                     |                     |   |                   |                                  |                                  |                                  |  |                     |                |                |  |

- En cuartos de final y semifinales, el equipo de arriba es el que ejerció la localía en el partido de vuelta.
- Los horarios de los partidos corresponden al huso horario de Japón: (UTC+9)

### Cuartos de final
| 1 de septiembre de 2010, 19:00 | Kashima Antlers             | 2:1 (1:0) | Kawasaki Frontale | Estadio de Kashima, Kashima                           |                                                       |
|                                | Marquinhos 31' · Kōroki 55' | Reporte   | Kurotsu 68'       | Asistencia: 6.977 espectadores Árbitro(s): Ryūji Satō | Asistencia: 6.977 espectadores Árbitro(s): Ryūji Satō |

| 8 de septiembre de 2010, 19:00 | Kawasaki Frontale                            | 3:1 (1:1) | Kashima Antlers | Estadio Atlético Todoroki, Kawasaki                           |                                                               |
|                                | Tasaka 32' · Nakamura 79' · Vítor Júnior 88' | Reporte   | Ogasawara 33'   | Asistencia: 9.406 espectadores Árbitro(s): Toshimitsu Yoshida | Asistencia: 9.406 espectadores Árbitro(s): Toshimitsu Yoshida |

| 1 de septiembre de 2010, 19:00 | Júbilo Iwata             | 2:1 (2:0) | Vegalta Sendai | Estadio Yamaha, Iwata                                  |                                                        |
|                                | Gilsinho 32' · Nishi 34' | Reporte   | Ōta 76'        | Asistencia: 5.032 espectadores Árbitro(s): Kenji Ōgiya | Asistencia: 5.032 espectadores Árbitro(s): Kenji Ōgiya |

| 8 de septiembre de 2010, 19:00 | Vegalta Sendai | 0:0     | Júbilo Iwata | Estadio Yurtec, Sendai                                     |                                                            |
|                                |                | Reporte |              | Asistencia: 7.317 espectadores Árbitro(s): Masayoshi Okada | Asistencia: 7.317 espectadores Árbitro(s): Masayoshi Okada |

| 1 de septiembre de 2010, 19:00 | F.C. Tokyo    | 1:1 (0:0) | Shimizu S-Pulse | Estadio Ajinomoto, Chōfu                                       |                                                                |
|                                | Morishige 79' | Reporte   | Okazaki 68'     | Asistencia: 12.510 espectadores Árbitro(s): Hiroyoshi Takayama | Asistencia: 12.510 espectadores Árbitro(s): Hiroyoshi Takayama |

| 8 de septiembre de 2010, 19:00 | Shimizu S-Pulse | 0:0     | F.C. Tokyo | Estadio Nihondaira, Shizuoka                             |                                                          |
|                                |                 | Reporte |            | Asistencia: 5.683 espectadores Árbitro(s): Hajime Matsuo | Asistencia: 5.683 espectadores Árbitro(s): Hajime Matsuo |

| 1 de septiembre de 2010, 19:01 | Sanfrecce Hiroshima | 0:1 (0:0) | Gamba Osaka | Estadio del Gran Arco, Hiroshima                           |                                                            |
|                                |                     | Reporte   | Lucas 66'   | Asistencia: 6.731 espectadores Árbitro(s): Masayoshi Okada | Asistencia: 6.731 espectadores Árbitro(s): Masayoshi Okada |

| 8 de septiembre de 2010, 19:04 | Gamba Osaka | 1:2 (0:1) | Sanfrecce Hiroshima         | Estadio de la Expo '70 de Osaka, Suita                 |                                                        |
|                                | Dodo 82'    | Reporte   | Satō 26' · Kō. Morisaki 56' | Asistencia: 6.498 espectadores Árbitro(s): Minoru Tōjō | Asistencia: 6.498 espectadores Árbitro(s): Minoru Tōjō |

### Semifinales
| 29 de septiembre de 2010, 19:00 | Júbilo Iwata | 0:1 (0:0) | Kawasaki Frontale | Estadio Yamaha, Iwata                                        |                                                              |
|                                 |              | Reporte   | Kurotsu 50'       | Asistencia: 10.353 espectadores Árbitro(s): Yūichi Nishimura | Asistencia: 10.353 espectadores Árbitro(s): Yūichi Nishimura |

| 10 de octubre de 2010, 15:00 | Kawasaki Frontale | 1:3 (1:1) | Júbilo Iwata                        | Estadio Atlético Todoroki, Kawasaki                            |                                                                |
|                              | Juninho 38'       | Reporte   | Ōi 35' · Yamazaki 78' · Naruoka 88' | Asistencia: 13.417 espectadores Árbitro(s): Nobutsugu Murakami | Asistencia: 13.417 espectadores Árbitro(s): Nobutsugu Murakami |

| 29 de septiembre de 2010, 19:01 | Sanfrecce Hiroshima    | 2:1 (0:0) | Shimizu S-Pulse | Estadio del Gran Arco, Hiroshima                          |                                                           |
|                                 | Lee 55' · Takahagi 68' | Reporte   | Edamura 76'     | Asistencia: 5.034 espectadores Árbitro(s): Jōji Kashihara | Asistencia: 5.034 espectadores Árbitro(s): Jōji Kashihara |

| 10 de octubre de 2010, 15:00 | Shimizu S-Pulse | 1:1 (0:0) | Sanfrecce Hiroshima | Estadio Nihondaira, Shizuoka                            |                                                         |
|                              | Ono 87'         | Reporte   | Yamagishi 64'       | Asistencia: 12.384 espectadores Árbitro(s): Kenji Ōgiya | Asistencia: 12.384 espectadores Árbitro(s): Kenji Ōgiya |

### Final
| 3 de noviembre de 2010, 14:09 | Júbilo Iwata                                                   | 5:3 (2:2, 1:1) (t. s.) | Sanfrecce Hiroshima                     | Estadio Nacional, Tokio                                        |                                                                |
|                               | Funatani 36' · Maeda 89', 109' · Suganuma 102' · Yamazaki 104' | Reporte                | Lee 43' · Yamagishi 48' · Makino 105+3' | Asistencia: 39.767 espectadores Árbitro(s): Hiroyoshi Takayama | Asistencia: 39.767 espectadores Árbitro(s): Hiroyoshi Takayama |

#### Detalles
| 1          | Guardameta     | Yoshikatsu Kawaguchi |     |
| 23         | Defensa        | Kōsuke Yamamoto      |     |
| 50         | Defensa        | Masahiro Koga        |     |
| 13         | Defensa        | Lee Gang-Jin         | 49' |
| 20         | Defensa        | Shūto Yamamoto       |     |
| 6          | Centrocampista | Daisuke Nasu         |     |
| 27         | Centrocampista | Kōta Ueda            |     |
| 11         | Centrocampista | Norihiro Nishi       |     |
| 28         | Centrocampista | Keisuke Funatani     | 60' |
| 8          | Delantero      | Gilsinho             | 77' |
| 18         | Delantero      | Ryōichi Maeda        |     |
| Entrenador | Entrenador     | Masaaki Yanagishita  |     |

| 21         | Guardameta     | Shūsaku Nishikawa |     |
| 24         | Defensa        | Ryōta Moriwaki    |     |
| 35         | Defensa        | Kōji Nakajima     |     |
| 5          | Defensa        | Tomoaki Makino    |     |
| 14         | Centrocampista | Mihael Mikić      | 78' |
| 8          | Centrocampista | Kazuyuki Morisaki |     |
| 7          | Centrocampista | Kōji Morisaki     | 56' |
| 16         | Centrocampista | Satoru Yamagishi  |     |
| 15         | Centrocampista | Yōjirō Takahagi   |     |
| 13         | Centrocampista | Issei Takayanagi  | 46' |
| 9          | Delantero      | Tadanari Lee      |     |
| Entrenador | Entrenador     | Mihailo Petrović  |     |

| 4  | Defensa        | Kentarō Ōi      | 49' |
| 15 | Centrocampista | Minoru Suganuma | 60' |
| 25 | Delantero      | Ryōhei Yamazaki | 77' |

| 33 | Delantero      | Masato Yamazaki  | 46' |
| 6  | Centrocampista | Toshihiro Aoyama | 56' |
| 22 | Defensa        | Tsubasa Yokotake | 78' |

| Anotado | 36'  | Keisuke Funatani | 1-0 |
| Anotado | 89'  | Ryōichi Maeda    | 2-2 |
| Anotado | 102' | Minoru Suganuma  | 3-2 |
| Anotado | 104' | Ryōhei Yamazaki  | 4-2 |
| Anotado | 109' | Ryōichi Maeda    | 5-3 |

| Anotado | 43'    | Tadanari Lee     | 1-1 |
| Anotado | 48'    | Satoru Yamagishi | 1-2 |
| Anotado | 105+3' | Tomoaki Makino   | 4-3 |

| Amonestado | 5'  | Kōta Ueda       |
| Amonestado | 70' | Gilsinho        |
| Amonestado | 86' | Kōsuke Yamamoto |

| Amonestado | 40' | Kazuyuki Morisaki |

| Árbitro             | Hiroyoshi Takayama |
| Árbitros asistentes | Hiroshi Yamaguchi  |
| Árbitros asistentes | Toshiaki Futamata  |
| Cuarto árbitro      | Yūdai Yamamoto     |

| 1          | Guardameta     | Yoshikatsu Kawaguchi |     |
| 23         | Defensa        | Kōsuke Yamamoto      |     |
| 50         | Defensa        | Masahiro Koga        |     |
| 13         | Defensa        | Lee Gang-Jin         | 49' |
| 20         | Defensa        | Shūto Yamamoto       |     |
| 6          | Centrocampista | Daisuke Nasu         |     |
| 27         | Centrocampista | Kōta Ueda            |     |
| 11         | Centrocampista | Norihiro Nishi       |     |
| 28         | Centrocampista | Keisuke Funatani     | 60' |
| 8          | Delantero      | Gilsinho             | 77' |
| 18         | Delantero      | Ryōichi Maeda        |     |
| Entrenador | Entrenador     | Masaaki Yanagishita  |     |

| 21         | Guardameta     | Shūsaku Nishikawa |     |
| 24         | Defensa        | Ryōta Moriwaki    |     |
| 35         | Defensa        | Kōji Nakajima     |     |
| 5          | Defensa        | Tomoaki Makino    |     |
| 14         | Centrocampista | Mihael Mikić      | 78' |
| 8          | Centrocampista | Kazuyuki Morisaki |     |
| 7          | Centrocampista | Kōji Morisaki     | 56' |
| 16         | Centrocampista | Satoru Yamagishi  |     |
| 15         | Centrocampista | Yōjirō Takahagi   |     |
| 13         | Centrocampista | Issei Takayanagi  | 46' |
| 9          | Delantero      | Tadanari Lee      |     |
| Entrenador | Entrenador     | Mihailo Petrović  |     |

| 4  | Defensa        | Kentarō Ōi      | 49' |
| 15 | Centrocampista | Minoru Suganuma | 60' |
| 25 | Delantero      | Ryōhei Yamazaki | 77' |

| 33 | Delantero      | Masato Yamazaki  | 46' |
| 6  | Centrocampista | Toshihiro Aoyama | 56' |
| 22 | Defensa        | Tsubasa Yokotake | 78' |

| Anotado | 36'  | Keisuke Funatani | 1-0 |
| Anotado | 89'  | Ryōichi Maeda    | 2-2 |
| Anotado | 102' | Minoru Suganuma  | 3-2 |
| Anotado | 104' | Ryōhei Yamazaki  | 4-2 |
| Anotado | 109' | Ryōichi Maeda    | 5-3 |

| Anotado | 43'    | Tadanari Lee     | 1-1 |
| Anotado | 48'    | Satoru Yamagishi | 1-2 |
| Anotado | 105+3' | Tomoaki Makino   | 4-3 |

| Amonestado | 5'  | Kōta Ueda       |
| Amonestado | 70' | Gilsinho        |
| Amonestado | 86' | Kōsuke Yamamoto |

| Amonestado | 40' | Kazuyuki Morisaki |

| Árbitro             | Hiroyoshi Takayama |
| Árbitros asistentes | Hiroshi Yamaguchi  |
| Árbitros asistentes | Toshiaki Futamata  |
| Cuarto árbitro      | Yūdai Yamamoto     |

|                                   |
| Bandera de Prefectura de Shizuoka |
| Campeón Júbilo Iwata 2.º título   |

## Estadísticas

### Goleadores
| Jugador                                     | Club              | Goles | PJ |
| ------------------------------------------- | ----------------- | ----- | -- |
| Gilsinho                                    | Júbilo Iwata      | 5     | 9  |
| Yūzō Tashiro                                | Montedio Yamagata | 3     | 6  |
| Ryōichi Maeda                               | Júbilo Iwata      | 3     | 10 |
| Diego Souza                                 | Kyoto Sanga       | 3     | 6  |
| Atsushi Yanagisawa                          | Kyoto Sanga       | 3     | 5  |
| Popó                                        | Vissel Kobe       | 3     | 5  |
| Yoshiaki Ōta                                | Vegalta Sendai    | 2     | 8  |
| Última actualización: 10 de febrero de 2017 |                   |       |    |

### Mejor Jugador
| Jugador       | Club         |
| ------------- | ------------ |
| Ryōichi Maeda | Júbilo Iwata |

### Premio Nuevo Héroe
El Premio Nuevo Héroe es entregado al mejor jugador del torneo menor de 23 años.
| Jugador         | Club                |
| --------------- | ------------------- |
| Yōjirō Takahagi | Sanfrecce Hiroshima |